# いこい

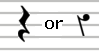
デザインのモチーフとなった五線譜と四分休符（左）。

いこいは、かつて日本専売公社（現在の日本たばこ産業）が製造・販売した日本のたばこの銘柄である。

## 略歴・概要
1956年（昭和31年）3月に販売を開始した20本入りの両切り紙巻きたばこである。日本専売公社発足以前の銘柄で、1948年（昭和23年）から1951年（昭和26年）2月まで販売した後、製造を止めていた「憩」をリニューアル復活、新発売した。
茶色いパッケージに、黄色の五線譜と四分休符をあしらった、木村柳二によるデザインであった。発売翌年の1957年（昭和32年）、「今日も元気だたばこがうまい！」のキャッチフレーズが添えられた宣伝用ポスターが発表された。1963年（昭和38年）には青森県、1964年（昭和39年）には長野県でそれぞれ国土緑化記念デザインが発売されたほか、赤い羽根共同募金等、さまざまなヴァージョンのデザインが存在した。なお、デザインの一部要素が、当時発売されていたフィリップモリス両切りと類似している。
発売当初の人気は「しんせい」とともに突出し、それまでの「ゴールデンバット」、「光」に取って代わった。1960年（昭和35年）のフィルター付きタバコ「ハイライト」の登場で色あせ、1974年（昭和49年）に生産終了した。

## 価格の変遷
- 1956年 - 40円
- 1968年 - 60円

## 註
1. ↑  「新タバコおくれる」『朝日新聞』昭和23年7月1日.2面
2. ↑  「煙草あすから値下げ」『朝日新聞』昭和26年3月31日
3. 1 2  『日本の専売政策』、藤本保太、多賀出版、1990年 ISBN 481151243X、p.155.
4. ↑  『も一つパイプのけむり』、團伊玖磨、朝日新聞社、1975年、p.235.